# Chieming
Chieming é um município da Alemanha, situado no distrito de Traunstein, no estado da Baviera. Tem 37,74 km² de área, e sua população em 2019 foi estimada em 4.976 habitantes.